# Geluksgetal
Een geluksgetal is een getal waarvan men aanneemt dat dit geluk brengt.
In het Westen wordt de zeven (7) als geluksgetal beschouwd. In de christelijke traditie waar het geluksgetal 7 vandaan komt zijn er meerdere geluksgetallen, maar wordt 7 gezien als het getal dat het meeste geluk brengt. Drie (3) is echter ook een geluksgetal, aangezien het de drie-eenheid symboliseert. Het getal tien (10) is het getal van de perfectie en drieëndertig (33) is het aantal jaren dat Jezus Christus te leven had op aarde.
In China is acht (8) het geluksgetal.
Veel mensen hebben een persoonlijk geluksgetal. Als zij bijvoorbeeld een staatslot kopen, vragen ze om een lot dat eindigt op een 7 of op hun eigen geluksgetal.